# Die Grünen/Europäische Freie Allianz/9. Wahlperiode
Diese Seite führt die Mitglieder der Fraktion Die Grünen/Europäische Freie Allianz während der 9. Wahlperiode des Europäischen Parlaments auf.

## Vorstand

### Ko-Vorsitzende
- Ska Keller (bis 14. September 2022)
- Philippe Lamberts
- Terry Reintke (seit 12. Oktober 2022)

### Stellvertretende Vorsitzende
- Oriol Junqueras (seit 7. Januar 2020: Erster stellvertretender Fraktionsvorsitzender sowie Vorsitzender der EFA-Gruppe innerhalb der Fraktion)
- Bas Eickhout (Schatzmeister)
- Terry Reintke (bis 12. Oktober 2022)
- Alice Bah Kuhnke
- Gwendoline Delbos-Corfield
- Kira Marie Peter-Hansen (seit 11. Januar 2022)
- Alexandra Geese (seit 9. November 2022)
- Alyn Smith (bis 13. Dezember 2019: Erster stellvertretender Fraktionsvorsitzender und Vorsitzender der EFA-Gruppe innerhalb der Fraktion)
- Molly Scott Cato (bis 31. Januar 2020)
- Ernest Urtasun (bis 20. November 2023)

## Mitglieder
| Land                   | Partei/Bündnis                                | Partei/Bündnis                                  | Partei/Bündnis                  | MdEP   | MdEP |
| Land                   | national                                      | national                                        | Europapartei                    | Anzahl | Mitglieder |
| ---------------------- | --------------------------------------------- | ----------------------------------------------- | ------------------------------- | ------ | --- |
| Belgien                | Groen                                         | Groen                                           | EGP                             | 1/21   | Petra De Sutter (bis 30. September 2020), Saraswati Matthieu (seit 8. Oktober 2020) |
| Belgien                | Ecolo                                         | Ecolo                                           | EGP                             | 2/21   | Philippe Lamberts, Saskia Bricmont |
| Dänemark               | Socialistisk Folkeparti (SF)                  | Socialistisk Folkeparti (SF)                    | EGP                             | 2/14   | Margrete Auken, Kira Marie Peter-Hansen |
| Deutschland            | Bündnis 90/Die Grünen (Grüne)                 | Bündnis 90/Die Grünen (Grüne)                   | EGP                             | 21/96  | Rasmus Andresen, Michael Bloss, Reinhard Bütikofer, Anna Cavazzini, Viola von Cramon-Taubadel, Anna Deparnay-Grunenberg, Romeo Franz, Daniel Freund, Alexandra Geese, Sven Giegold (bis 15. Dezember 2021), Henrike Hahn, Martin Häusling, Pierrette Herzberger-Fofana, Ska Keller, Sergey Lagodinsky, Katrin Langensiepen, Erik Marquardt, Hannah Neumann, Niklas Nienaß, Jutta Paulus, Terry Reintke, Malte Gallée (22. Dezember 2021 bis 10. März 2024), Jan Ovelgönne (seit 12. März 2024) |
| Deutschland            | Piratenpartei Deutschland                     | Piratenpartei Deutschland                       | PPEU                            | 1/96   | Patrick Breyer |
| Deutschland            | Ökologisch-Demokratische Partei (ÖDP)         | Ökologisch-Demokratische Partei (ÖDP)           | EFA (I)                         | 1/96   | Klaus Buchner (bis 15. Juli 2020), Manuela Ripa (seit 16. Juli 2020) |
| Deutschland            | Volt Deutschland                              | Volt Deutschland                                | Volt                            | 1/96   | Damian Boeselager |
| Deutschland            | Unabhängig                                    | Unabhängig                                      | –                               | 1/96   | Nico Semsrott |
| Finnland               | Vihreät                                       | Vihreät                                         | EGP                             | 3/14   | Heidi Hautala, Ville Niinistö, Alviina Alametsä (seit 1. Februar 2020) |
| Frankreich             | Europe Écologie-Les Verts (EELV)              | Europe Écologie-Les Verts (EELV)                | EGP                             | 9/79   | Yannick Jadot (bis 23. September 2023), Michèle Rivasi († 29. November 2023), Damien Carême, Marie Toussaint, David Cormand, Karima Delli, Mounir Satouri, Gwendoline Delbos-Corfield, Claude Gruffat (seit 1. Februar 2020), Caroline Roose (seit 2. Oktober 2021), François Thiollet (seit 30. November 2023) |
| Frankreich             | Alliance écologiste indépendante (AEI)        | Alliance écologiste indépendante (AEI)          | –                               | –      | Caroline Roose (bis Mai 2021), Salima Yenbou (bis 8. März 2022) |
| Frankreich             | Régions et peuples solidaires (RPS)           | Femu a Corsica                                  | EFA (I)                         | 1/79   | François Alfonsi |
| Frankreich             | Régions et peuples solidaires (RPS)           | Unvaniezh Demokratel Breizh                     | EFA                             | 1/79   | Lydie Massard (seit 24. September 2023) |
| Frankreich             | Unabhängig                                    | Unabhängig                                      | –                               | 1/79   | Benoît Biteau |
| Griechenland           | Kósmos                                        | Kósmos                                          | –                               | 1/21   | Petros S. Kokkalis (seit Februar 2024) |
| Irland                 | Green                                         | Green                                           | EGP                             | 2/13   | Ciarán Cuffe, Grace O’Sullivan |
| Italien                | Unabhängig                                    | Unabhängig                                      | –                               | 2/76   | Rosa D’Amato, Ignazio Corrao (beide ab 9. Dezember 2020) |
| Italien                | Unabhängig                                    | Unabhängig                                      | EFA (I)                         | 1/76   | Piernicola Pedicini (seit 9. Dezember 2020, seit Mai 2021 Mitglied der EFA-Gruppe) |
| Italien                | Europa Verde                                  | Europa Verde                                    | EGP                             | –      | Eleonora Evi (vom 9. Dezember 2020 bis zum 12. Oktober 2022, ab April 2021 Mitglied von Europa Verde) |
| Lettland               | Latvijas Krievu savienība (LKS)               | Latvijas Krievu savienība (LKS)                 | – (2024 aus EFA ausgeschlossen) | –      | Tatjana Ždanoka (bis 31. März 2022) |
| Litauen                | Lietuvos valstiečių ir žaliųjų sąjunga (LVŽS) | Lietuvos valstiečių ir žaliųjų sąjunga (LVŽS)   | –                               | 2/11   | Stasys Jakeliūnas, Bronis Ropė |
| Luxemburg              | Déi Gréng                                     | Déi Gréng                                       | EGP                             | 1/6    | Tilly Metz |
| Niederlande            | GroenLinks (GL)                               | GroenLinks (GL)                                 | EGP                             | 3/29   | Bas Eickhout, Kim van Sparrentak, Tineke Strik |
| Österreich             | Die Grünen – Die Grüne Alternative (Grüne)    | Die Grünen – Die Grüne Alternative (Grüne)      | EGP                             | 3/19   | Monika Vana, Sarah Wiener, Thomas Waitz (seit 1. Februar 2020) |
| Polen                  | Unabhängig                                    | Unabhängig                                      | –                               | –      | Sylwia Spurek (30. September 2020 bis 30. Mai 2024) |
| Portugal               | Unabhängig                                    | Unabhängig                                      | –                               | 1/21   | Francisco Guerreiro |
| Rumänien               | Unabhängig                                    | Unabhängig                                      | EGP (I)                         | 1/33   | Nicolae Ştefănuţă (seit 9. März 2023) |
| Schweden               | Miljöpartiet de Gröna (MP)                    | Miljöpartiet de Gröna (MP)                      | EGP                             | 3/21   | Pär Holmgren, Alice Bah Kuhnke, Jakop Dalunde (seit 1. Februar 2020) |
| Spanien                | Ahora Repúblicas (AR)                         |                                                 |                                 |        | |
| Spanien                | Ahora Repúblicas (AR)                         | Esquerra Republicana de Catalunya (ERC)         | EFA                             | 2/59   | Oriol Junqueras (bis 2. Januar 2020), Diana Riba, Jordi Solé (seit 3. Januar 2020) |
| Spanien                | Ahora Repúblicas (AR)                         | Bloque Nacionalista Galego (BNG)                | EFA                             | 1/59   | Ana Miranda Paz (seit 5. September 2022) |
| Spanien                | Unidos Podemos (UP)                           | Catalunya en Comú (CatComú) Esquerra Verda (EV) | EGP (assoziiert) EGP            | –      | Ernest Urtasun (bis 20. November 2023) |
| Tschechien             | Česká pirátská strana                         | Česká pirátská strana                           | PPEU                            | 3/21   | Marcel Kolaja, Markéta Gregorová, Mikuláš Peksa |
| Vereinigtes Königreich | Green Party of England and Wales (Greens)     | Green Party of England and Wales (Greens)       | EGP                             | –      | Scott Ainslie, Ellie Chowns, Gina Dowding, Magid Magid, Alexandra Phillips, Catherine Rowett, Molly Scott Cato (alle mit Ablauf des 31. Januar 2020 ausgeschieden) |
| Vereinigtes Königreich | Scottish National Party (SNP)                 | Scottish National Party (SNP)                   | EFA                             | –      | Christian Allard, Aileen McLeod (beide mit Ablauf des 31. Januar 2020 ausgeschieden), Alyn Smith (bis 12. Dezember 2019), Heather Anderson (seit 27. Januar 2020 bis 31. Januar 2020) |
| Vereinigtes Königreich | Plaid Cymru (PC)                              | Plaid Cymru (PC)                                | EFA                             | –      | Jill Evans (mit Ablauf des 31. Januar 2020 ausgeschieden) |
| Gesamt                 | Gesamt                                        | Gesamt                                          | Gesamt                          | 71/705 | |

- Grün: Mitglieder und Beobachter der EGP (51)
- Blau: Mitglieder und Beobachter der EFA (7)
- Orange: Mitglieder der PPEU (4)
- Violett: Mitglieder von Volt (1)
- Weiß: Unabhängige Fraktionsmitglieder (9)